# Robert Frosterus
Robert Valentin Frosterus, född 14 februari 1795 i Pudasjärvi, död 20 maj 1884 i Kuopio, var en finländsk teolog och biskop i Uleåborgs stift inom Evangelisk-lutherska kyrkan i Finland.
Frosterus var son till kyrkoherden i Kalajoki teologie doktor Johan Frosterus (1767–1838) och dennes andra fru Anna Beata Humble. Han blev student 1810 i Åbo, filosofie doktor 1819, teologie docent 1821, teologie licentiat 1824 och teologie doktor 1840. Han prästvigdes 1826 och utnämndes 1837 till kyrkoherde i Idensalmi. År 1838 blev han prost. Från 1851 fram till sin död 1884 verkade han som biskop i Uleåborgs stift med säte i Kuopio.
Han gifte sig 1829 med friherrinnan Anna Aurora Lybecker, död 1867.

## Utmärkelser
- Sankt Annas orden, andra klass med kejsarkrona,  1854[1]
- Sankt Vladimirs orden, tredje klass,  1856[1]
- Sankt Stanislausorden, första klassen,  1863[1]
- Sankt Annas orden, första klass,  1868[1]
- Sankt Vladimirs orden, andra klassen,  1881[1]

[Redigera Wikidata]